# Cima Trettel
La Cima Trettel (2334 m s.l.m.) è un monte delle Dolomiti di Brenta nelle Alpi Retiche meridionali. Si trova nella catena orientale del Sottogruppo della Campa, in Val di Non, nel Parco naturale Adamello Brenta.

## Descrizione
Si tratta dell'ultima cima della catena orientale della Campa. È separata dalla Cima Borcola (2392 m), che si trova a sud-ovest, dalla Bocchetta della Borcola.

## Accessi
- Dalla Malga Campa (1978 m): si sale da un ripido canalone fino alla Bocchetta della Borcola, da qui si prosegue a nord-est verso la cima.(Ore: 3. Difficoltà: facile).[3]